# 야마다 고타
야마다 고타(일본어: 山田 康太, 1999년 7월 10일~)는 일본의 축구 선수이다.

## 구단 경력
2017년 J1리그의 요코하마 F. 마리노스에 입단하였다.

## 국가대표팀 경력
그는 2019년 FIFA U-20 월드컵에 참가할 일본 U-20 국가대표팀에 발탁되었으며, 4경기에 출전, 1득점을 넣었다.